# Джон Картер (фильм)
«Джон Картер» (англ. John Carter) — фантастический приключенческий боевик режиссёра Эндрю Стэнтона, поставленный по книге Эдгара Райса Берроуза «Принцесса Марса». Мировая премьера состоялась 7 марта 2012 года (в России — 8 марта).

## Сюжет
В 1881 году Эдгар Райс Берроуз присутствует на похоронах своего дяди Джона Картера, бывшего капитана армии Конфедерации Гражданской войны в США, который внезапно скончался. По указанию Картера тело помещают в гробницу, которую можно открыть только изнутри. Его поверенный даёт Берроузу личный дневник Картера для чтения.
В воспоминаниях 1868 года на территории Аризоны полковник Союза Пауэлл арестовывает Картера в надежде, что Картер поможет в борьбе с местными апачами. Картер сбегает из своей камеры содержания под стражей, но не может далеко уйти, так как американские кавалерийские солдаты преследуют его по пятам. После стычки с бандой апачей Картера и раненого Пауэлла преследуют, пока они не прячутся в пещере, которая оказывается заполненной золотом. В этот момент в пещере появляется терн и, застигнутый врасплох двумя мужчинами, нападает на них с ножом; Картер убивает его, но случайно активирует мощный медальон терна и невольно переносится на разрушенную и умирающую планету Барсум, известную Картеру как Марс. Из-за разной плотности костей и низкой гравитации планеты Картер может высоко прыгать и совершать подвиги невероятной силы. Он захвачен Зелеными марсианскими тарками и их джеддаком Тарсом Таркасом.
В другом месте Барсума красные марсианские города Гелиум и Зоданга находятся в состоянии войны уже тысячу лет. Саб Тан, джеддак из Зоданги, вооруженный особым оружием, полученным от лидера тернов Матай Шанга, предлагает прекратить огонь и положить конец войне, женившись на принцессе Гелиума, Дее Торис. Принцесса убегает, и её спасает Картер.
Картер, Дея и дочь Таркаса, Сола, достигают места на священной реке, чтобы найти способ для Картера вернуться на Землю. Они обнаруживают, что медальоны питаются от «девятого луча», который также является источником оружия Саб Тана. Затем на них нападает порочная раса под названием Вархун под руководством Шанга. Картера и Дею возвращают в Зодангу. Деморализованная Дея неохотно соглашается выйти замуж за Саб Тана и даёт Картеру инструкции, как использовать медальон, чтобы вернуться на Землю. Картер решает остаться и попадает в плен к Шангу, который объясняет ему цель тернов и то, как они манипулируют цивилизациями разных миров к своей гибели, питаясь в процессе ресурсами планеты, и намереваются сделать то же самое с Барсумом, выбирая Саб Тхана, чтобы править планетой. Картер возвращается к таркам с Солой, чтобы попросить их о помощи. Там они обнаруживают, что Таркас был свергнут безжалостным зверем Талом Хаджусом. Картер и раненый Таркас сражаются с двумя огромными Великими Белыми Обезьянами на арене, прежде чем Картер убивает Хаджуса, тем самым становясь лидером тарков.
Армия тарков атакует Гелиум и побеждает армию Зоданги, в то время как Саб Тан убит, а Шанг вынужден бежать. Картер становится принцем Гелиума, женившись на Дее. В их первую ночь Картер решает навсегда остаться на Марсе и выбрасывает свой медальон. Воспользовавшись этой возможностью, Шанг ненадолго появляется снова и бросает Картеру еще один вызов, отправляя его обратно на Землю. Картер отправляется в долгое путешествие, чтобы найти один из их медальонов на Земле; через несколько лет он, кажется, внезапно умирает и просит необычные похороны — в соответствии с тем, что он нашел медальон, поскольку его возвращение на Марс оставит его земное тело в состоянии, похожем на кому, и делает Берроуза своим защитником.
Вернувшись в настоящее, Берроуз бежит к могиле Картера и использует подсказки, чтобы открыть ее. Как только он это делает, появляется терн и поднимает оружие, прежде чем появляется Картер и стреляет терну в спину. Он показывает, что никогда не находил другого медальона; вместо этого он разработал схему, чтобы выманить терна из укрытия, тем самым выиграв вызов Шанга. Затем Картер использует медальон мертвого терна, чтобы вернуться на Барсум.

## В ролях
- Тейлор Китч — Джон Картер
- Линн Коллинз — Дея Торис, принцесса Гелиума
- Саманта Мортон — Сола, дочь Тарса Таркаса
- Уиллем Дефо — Тарс Таркас, джеддак тарков
- Томас Хейден Чёрч — Тал Хаджус
- Марк Стронг — Матаи Шанг
- Киаран Хайндс — Тардос Морс, джеддак Гелиума
- Доминик Уэст — Саб Тан, правитель Зоданги
- Джеймс Пьюрфой — Кантос Кан, адмирал воздушного флота Гелиума
- Брайан Крэнстон — полковник Пауэлл
- Полли Уокер — Саркоджа
- Дэрил Сабара — Эдгар Райс Берроуз, племянник Джона Картера
- Руперт Фрейзер — Томпсон
- Николас Вудесон — Далтон
- Дон Старк — Дикс
- Аманда Клейтон — Сара Картер, умершая жена Джона
- Дэниел О’Миара — Вас Кор
- Джон Фавро — Тарк Буки

## Выход в прокат
Изначально релиз планировался на 8 июня 2012 года, но в январе 2011 Disney перенесла дату выхода в прокат на 9 марта 2012. Тизер-трейлер вышел 14 июня 2011 и был показан в 3D и 2D перед премьерой фильма «Гарри Поттер и Дары Смерти: часть 2». Официальный трейлер вышел 30 ноября 2011 года.

### Кассовые сборы
Из-за крайне низких сборов картины в США, студия Disney выпустила заявление, в котором говорится, что компания вынуждена списать со счетов 200 миллионов долларов — таков печальный результат релиза фильма Эндрю Стэнтона, стоившего 275 миллионов в производстве. Помимо этих расходов студия потратила 100 миллионов долларов на рекламу. В заявлении Disney, в частности, говорится: «В свете кинопрокатных данных „Джона Картера“ (184 миллиона долларов в мире) мы ожидаем, что понесем убытки от релиза порядка 200 миллионов долларов во втором финансовом квартале, который заканчивается 31 марта». То же время в прошлом году ознаменовалось для Disney прибылью в размере 77 миллионов.
Фильм поставил рекорд в первый день кинопроката в России, собрав 182 миллиона рублей (более $6,1 миллионов).
Несмотря на убыточность проекта, в целом фильм можно назвать удачным — только в России кассовые сборы фильма составили $33 566 847, что делает этот фильм одним из самых кассовых за всю историю российского проката.
21 апреля глава киностудии Disney Рич Росс покинул свой пост в связи с провальным прокатом фильма в мире.